# Circuit de Crystal Palace
Le circuit de Crystal Palace est un ancien circuit automobile situé autour du palais d'exposition éponyme, à Londres en Angleterre. Le tracé existe encore en partie, mais les routes sont désormais utilisées pour l'accès au Crystal Palace National Sports Centre.

## Historique
Le circuit de Crystal Palace ouvre en 1927 pour accueillir une course de motos. Entre 1953 et 1973, il accueille des courses hors-championnat de Formule 1.